# 雅夫龙-莱沙佩勒
雅夫龙-莱沙佩勒（法語：Javron-les-Chapelles，法語發音：[ʒavʁɔ̃ le ʃapɛl]）是法国马耶讷省的一个市镇，属于马耶讷区。该市镇于1972年由原市镇雅夫龙（Javron）和莱沙佩勒（Les Chapelles）合并而成。

## 地理
雅夫龙-莱沙佩勒（48°25'3"N, 0°20'16"W）面积38.13 平方千米，位于法国卢瓦尔河地区大区马耶讷省，该省份为法国西北部内陆省份，北起芒什省和奧恩省，西接伊勒-维莱讷省，南至曼恩-卢瓦尔省，东临萨尔特省。
与雅夫龙-莱沙佩勒接壤的市镇（或旧市镇、城区）包括：讷伊勒旺丹、沙尔希涅、谢韦涅迪曼、弗罗贝河畔克雷讷、勒阿姆、马德雷、圣艾尼昂德库普特兰、圣西尔昂帕伊、维勒帕伊。
雅夫龙-莱沙佩勒的时区为UTC+01:00、UTC+02:00（夏令时）。

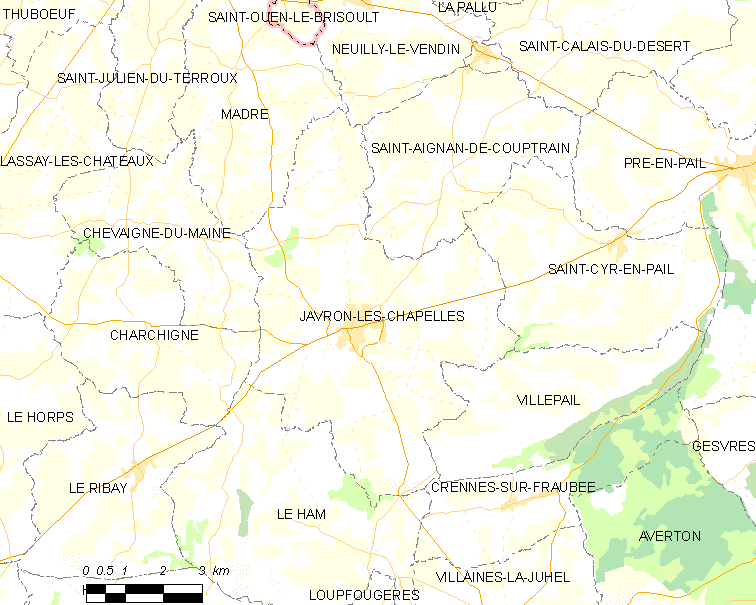
雅夫龙-莱沙佩勒的OSM定位图

## 行政
雅夫龙-莱沙佩勒的邮政编码为53250，INSEE市镇编码为53121。

## 政治
雅夫龙-莱沙佩勒所属的省级选区为维莱讷拉瑞埃勒县。

## 人口

1962-2008年间雅夫龙-莱沙佩勒人口变化图示

雅夫龙-莱沙佩勒于2022年1月1日时的人口数量为1343人。